# 栗原康 (生態学者)
栗原 康（くりはら やすし、1926年10月28日 - 2005年12月7日）は、日本の生態学者。
静岡県出身。東北帝国大学理学部卒。東北大学理学部助教授、1961年「ミクロコスム構造の生物学的解析」で理学博士。1971年東北大教授。1989年定年退官、名誉教授。その後奥羽大学歯学部教授。2002年「生態系解析手法の研究とその環境保全への応用」で日本学士院エジンバラ公賞授賞。
2005年12月7日、肺癌のため死去。

## 著書
- 『かくされた自然 ミクロの生態学』勝又進絵 筑摩書房 ちくま少年図書館 1973
- 『有限の生態学 安定と共存のシステム』岩波新書 1975　のち同時代ライブラリー
- 『干潟は生きている』岩波新書 1980
- 『エコロジーとテクノロジー』岩波書店 同時代ライブラリー 1998
- 『共生の生態学』岩波新書 1998
- 『生態システムと人間』東北大学出版会 2008

編著
- 『河口・沿岸域の生態学とエコテクノロジー』編 東海大学出版会 1988

## 注
1. 1 2  菊地永祐・川端善一郎「東北大学名誉教授・栗原康先生を悼んで」
2. ↑  日本人名大辞典